# Júlio Lacarra
Júlio Lacarra, é um músico que nasceu em Capitão Sarmiento, na Província de Buenos Aires.

## Biografia
Na sua adolescência, participou de grupos vocais. Em 1967, iniciou sua carreira solo.
Como compositor, um de seus maiores sucessos foi: "A pesar de los males".
Fez apresentações no Fox International Theatre (Atlanta, Geórgia, Estados Unidos), Costa Rica, Panamá, Rússia, Peru, Brasil, Uruguai, Estados Unidos, Alemanha, Suíça, México, Holanda, Espanha, Colômbia e El Salvador.
Em Buenos Aires, abriu o "Bar Latino" e "La Peluquería", que foram locais onde se apresentaram diversos músicos.
Foi diretor da Revista Mensal "Ejes del sudeste", dedicada à região sudeste da Grande Buenos Aires.
A Câmera de Deputados da Nação declarou de interesse nacional sua obra e suas atividades em defesa dos direitos dos trabalhadores e dos direitos humanos.
Recebeu a distinção de Cidadão Ilustre de Capitão Sarmiento e o Título de Personalidade Destacada da Cultura da Cidade de Buenos Aires, concedido pela Legislatura de Buenos Aires.
Foi um dos que apoiaram posteriormente o Manifesto do Nuevo Cancionero.
Participou de espetáculos como:
- "Cien para seguir viviendo", no Estádio Luna Park, juntamente com Osvaldo Pugliese e Mercedes Sosa; e
- "El color de la maravilla", no Teatro Payró, juntamente com Chany Suárez e Daniel Homer.

## Discografia
Dentre os discos que gravou, destacam-se:
- "Cante Señor";
- "Primer Festival Latinoamericano";
- "Cantemos Argentina";
- "Reunión en libertad";
- "De buena fe";
- "Retazo" (com poemas de Mingo Vibbot);
- "La Pampa Verde", em parceria com Mónica Abraham e Tato Finocchi; e
- "Juntasueños”, disco que foi lançado em apresentação da qual participaram: Tarragó Ros, Chany Suárez, o Trio Vitale-Baraj-González, o cubano Santiago Feliú e Juan Carlos Baglietto.